# Cambon, Tarn
Cambon är en kommun i departementet Tarn i regionen Occitanien i södra Frankrike. Kommunen ligger i kantonen Villefranche-d'Albigeois som tillhör arrondissementet Albi. År 2022 hade Cambon 2 128 invånare.

## Befolkningsutveckling
Antalet invånare i kommunen Cambon
| Referens: INSEE |